# Тома Васильов
Тома Васильов Цоков е български политически и обществен деец.

## Биография
Роден е на 12 октомври 1855 година в град Тетевен. Учи с първия прием на Априловската гимназия (Габрово) (1872 – 1876). След завършването на 6-и гимназиален клас прекъсва обучението си и започва работа като учител в родния си град. През целия си живот усилено се самообразова.
По време на Руско-турската война (1877 – 1878) е преводач в части на Действуващата руска армия на Балканския полуостров.
Околийски управител на Елена и Габрово (1880 – 1881). От следващата 1881 г. преминава на работа в Министерството на вътрешните работи като подначалник и началник на отделение. Поста Главен секретар на Министерството на вътрешните работи заема след Илия Луканов и е такъв в периода 1892 – 1908 г. За това време в министерството се сменят над двадесет министри. Много от тях са политически назначения и зад техните проектозакони, правилници, разпоредби и решения стои почерка на Тома Васильов. Симпатизира на Демократическата партия. Народен представител в I велико народно събрание и XIV обикновено народно събрание. Участва в работата на множество комисии на министерството и Народното събрание. Излиза в пенсия през 1908 г. Окръжен управител в София (1918 – 1919).
Тома Васильов е активен обществен деец и крупен дарител на обществените институции Българска академия на науките, Църквата „Свети Седмочисленици, Археологическия институт, читалища и др. Подпредседател на Дружество „Славянска беседа“. Член на „Червения кръст“ и Археологическото дружество. Сътрудничи н периодичния печат във в. „Зора“, „Мир“, „Пряпорец“, „Ден“ и др.; сп. „Юридически преглед“ и „Списание на Българското икономическо дружество“. Хроникьор на събитията от онова време. Автор на „Спомени за лица и събития през XIX и XX в.“, С., 1934; „Живот в спомени“, С., 1938 и „Моят дневник“, С., 1994.
На неговото име в град Тетевен е учредена Общинска фондация „Тома Васильов“.